# Koshkonong (Missouri)
Koshkonong – miasto w Stanach Zjednoczonych, w stanie Missouri, w hrabstwie Oregon.